# スターロッド
スターロッドとは、星のカービィシリーズに登場するアイテム。『夢の泉の物語』と『夢の泉デラックス』では、ラストボスとの決戦でコピー能力として使う。

## 概要
赤と白の線が絡まりあったような（7本に分離させた際は、赤の部分が緑などほかの色に変化）デザインの棒の先端に、黄色い星をつけたような形をした魔法の杖で、夢を生み出す能力を持つポップスター（プププランドのある惑星）の秘宝の一つ。ポップスターの果てにある夢の泉の中心にささっていて、これがなくなると夢の泉の力がなくなるので、プププランドの住民は夢を見ることができなくなってしまう。
一方、どのような夢であっても力を区別することなく力を注いでしまうという欠点も持ち、夢の泉から生まれた悪夢・ナイトメアはこれでプププランド中に悪夢を伝達させようとしたため、それに気付いたデデデ大王は意図的にスターロッドを引き抜くことでナイトメアの具現化を防いでいた。なお、この際デデデ大王は安全策としてスターロッドを7本に分離させたことから、何かの方法で分割させることもできるようである。
武器として扱うこともでき、カービィはこれを用いてナイトメアを打ち滅ぼした。コピー能力で使う時は、スターロッドをふりまわして、星型の部分から星型弾を発射して攻撃する。なお、前述の通りナイトメア戦の専用コピー能力なので、通常ステージでは使用不可能である。
スターロッドおよび夢の泉はポップスター固有のものではなく、ポップスター近辺にある7つの星にも同様の能力を持つアイテムが夢の泉とともに存在する。これに関しては、『星のカービィ Wii』にて、実はスターロッドとは別次元に太古に繁栄した古代人の遺産であり、何者かが人工的に生み出した道具であることが示唆されている。

### その他の作品におけるスターロッド
アニメ版『星のカービィ』では最終回において登場し、諸悪の根源であるナイトメアを倒すのに用いた（上記のゲーム版ナイトメアがモデルだが、設定などは異なる）。夢の中の世界にて、フームが取り出したワープスターをカービィが吸い込みコピーすることで発現し、ナイトメアを星屑の渦で包み込んで消滅させた。
このスターロッドは断片的にしか詳細が明かされていないが、ナイトメアと「私の隠された秘密」と言ってスターロッドの能力を発現させたのに驚愕したことや、ナイトメアを倒した後に状況を悟ったフームの発現から、スターロッドは夢の中のナイトメアを攻撃できるコピー能力（ナイトメアは悪夢そのものが正体のため、現実世界の姿は幻影で、夢の中の姿こそが本体だった）であるとともに、カービィでなければ発現できない究極のコピー能力（ゆえにカービィはナイトメアを倒せる唯一の存在だった）だったとされている。
『大乱闘スマッシュブラザーズシリーズ』では第1作目より打撃アイテムとして登場する。持って相手を殴りつけたり、投げつけて攻撃したりするほか、振りかざすと星型の弾を先端から発射して攻撃できる（弾数に制限があり）という能力を持つ。なお、シリーズ2作目『大乱闘スマッシュブラザーズDX』ではステージとして「夢の泉」が登場するが、この夢の泉にはスターロッドがささっていない。
『キラッとプリ☆チャン』でのカービィシリーズとのコラボで、ゲームが終わったあとに印刷するチケットのポーズを撮影することができる「パシャリング☆ステーション」で使用可能なアイテム「パシャッとアイテム」として登場した。スターロッドを使用することでゲーム内での記念撮影でカービィ仕様の特別な背景に変化する。X（旧Twitter）上のプリチャン公式アカウントでは、プリチャンの登場キャラである赤城あんなが「カービィピンクパフィコーデとぴったりマッチするアイテムですわ！」と発言している。

## 登場作品
- 星のカービィ 夢の泉の物語
- ニンテンドウオールスター!大乱闘スマッシュブラザーズ
- 大乱闘スマッシュブラザーズDX
- 星のカービィ 夢の泉デラックス
- 星のカービィ (アニメ)
- 大乱闘スマッシュブラザーズX
- 大乱闘スマッシュブラザーズ for Nintendo 3DS / Wii U
- 大乱闘スマッシュブラザーズ SPECIAL
- キラッとプリ☆チャン

## 関連アイテム・施設など
夢の泉
『夢の泉』、『スーパーデラックス』に登場。
スターロッドとセットとなり、生み出された夢をプププランド中に広げる噴水状の設備。詳しくはリンク先を参照。
大彗星ギャラクティック・ノヴァ
『スーパーデラックス』および『ウルトラスーパーデラックス』に登場。
スターロッドと同じく、古代人が作り上げたとされる機械仕掛けの大彗星（人工天体）。ポップスター近辺にある7つの星の夢の泉の力をつなげる事で呼び出すことができ、また破壊されても同様の手段を用いれば自己修復をして登場する。スターロッドを超える力を持ち、呼び出すとどんな願いも一つだけ叶えることができるが、どんな悪行であっても言われればそれを実行してしまい、また呼び出した者以外が割り込んでもそれを叶えてしまう。
作中では、マルクがカービィを唆して呼び出させて、ポップスターの征服を企んだ。また、メタナイトは「銀河最強の戦士」と戦いたいと頼んだため、古代に封じ込まれたギャラクティックナイトの呼び出し、その封印を解いている。
スターシップ
『スーパーデラックス』に登場。
ポップスター近辺の7つの惑星の夢の泉から持ってきた｢星（各星の夢の泉の力）｣が合体して出来た戦闘機。マルクに悪用されたギャラクティック・ノヴァを破壊する時に使用。前方と左右斜めに星型弾を飛ばす。
天かける船 ローア
『星のカービィ Wii』に登場する。
スターロッドやギャラクティック・ノヴァを作成したと思われる古代人によって造られた、心を持った船。帆船型の宇宙船で、異次元への扉（ワームホール）を作り出して遠くにワープする機能を持つ。ポップスターから遠く離れた「ハルカンドラ」に眠っていたもので、それをマホロアが発掘・修理して自分の船としていた。本作におけるカービィらの拠点となる。
終盤に邪悪な本性を露にしたマホロアがカービィたちに対する戦艦として用いて、その際はマホロアの心を反映して不気味などす黒い配色へと変化した。その後は一旦撃沈されるが、マホロアが消滅してカービィたちが崩壊する異次元に呑み込まれそうになった際、カービィたちの心に呼応して自らの意思で起動、カービィたちを救い出した。
マスタークラウン
『星のカービィ Wii』に登場。
ローアと同じく古代人の遺産で、被った者に無限の力を与えるという王冠。ハルカンドラの守り神であるドラゴン・ランディアが長年守ってきたが、入手を目論むマホロアの策謀によってカービィたちがランディアを撃退してしまい、マホロアの手に渡ってしまう。
最初はマホロアに絶大な力を与えていたが、カービィにマホロアが倒されたあとは、逆にクラウンの無限の力がマホロアを呑み込み、マホロアを媒介に具現化したクラウンの無限の力そのものともいえる怪物となり暴走してしまった。最終的にはカービィたちによって粉々に破壊された。
星の夢
『星のカービィ ロボボプラネット』に登場。
宇宙企業「ハルトマンワークスカンパニー」が遥か彼方の古代文明の産物を科学技術で復元した、同社のマザーコンピューターで、前述の「ギャラクティック・ノヴァ」のコピーである事が示唆されている。ただし、願いを叶えるのはあくまで自らの持つ科学技術の範囲、もしくは単に計画案を分析の元に提示するなどといったものであり、更に利用するには使用者の脳をコントロール装置を介して接続する必要があり、更にそれを行うたびに使用者側の脳の記録を蝕んでいくという副作用がある（そのためプレシデントハルトマンは娘スージーと再会してもそれが娘だと分からなかった）など、能力的には劣化コピーにあたる。ハルトマンカンパニーの経営方針を指し示す装置として機能しており、プレジデント・ハルトマンはこれに従って機械化侵略プロジェクトを推し進めていた。ハルトマン社長は最後の手段としてこれを起動したが、コントロール装置を秘書だったスージーが奪ったため暴走しだし、ハルトマンの意識と融合し、会社の永久の繁栄という名目ですべての生命体を滅ぼそうとした。
主人と判断した者の願いを叶える能力があり、「メタナイトでゴー! リターンズ」ではこれを利用して新たな主となったメタナイトの願いに応じ、ダークマターやクィン・セクトニアのクローンを生成し、さらに封印されていたギャラクティックナイトを召喚したが、その際にギャラクティックナイトの攻撃を受けたため、「真かちぬきボスバトル」では最終プログラムを起動し「星の夢.Soul OS」へと変化した。

### 近い役割のアイテム
きらきらぼし
『星のカービィ』で登場する星。デデデ大王が食べ物とともに奪った宝物。各エリアのボスを倒すと取ることができる。全部で5つありすべて集めるとカービィが風船のように膨らみデデデ城を持ち上げることができる（きらきらぼしの効果かどうかは不明）。なお、これは武器ではない。また、『星のカービィ スーパーデラックス』の「はるかぜとともに」にも似たようなものが登場するが、こちらは4つしかない。
虹の剣
『星のカービィ2』に登場する剣。虹のしずくを全部集めることによって虹の剣になる。敵を切ったり攻撃弾を跳ね返す。こちらも、ラスボス専用。
ラブラブステッキ
『星のカービィ3』に登場するステッキ。虹の剣と同様にハートスターを全て集める事によって作られる。ハート型の弾を放つ。『カービィのきらきらきっず（SFC）』にも似たようなものが登場する。虹の剣と同じく、ラスボス専用。
リボン＋クリスタル
『星のカービィ64』に登場するミックスコピー能力。通常ステージでは使えず、ラスボス用。リボンの飛行能力とクリスタルの力が合わさってできたコピー。銃のような形になったクリスタルからクリスタル弾を発射し攻撃する。
マスターソード
『星のカービィ 鏡の大迷宮』に登場するメタナイトの剣（鏡の国に元々あった剣をメタナイトが拝借したとも言われている）。ダークマインドとの戦闘時にメタナイトから渡される。通常のソードと違って威力が高く設定されており、『スーパーデラックス』のソードのようにボタン入力で様々なワザを使用でき、その効果などは、通常のソードを凌ぐ。導火線の着火、特殊ブロックの破壊、杭打ち、ヒモ切りといった全ての仕掛けも作動できる上、ダメージを受けて能力が解除されてもソードが無くなることはない。ラスボスで使う武器であるが、倒すと通常ステージでも使用可能。ゼルダの伝説シリーズにも同名の剣が登場しているが、関連性は無い。
魔法の絵筆
『タッチ!カービィ』に登場するドロシアが落としていった筆。カービィ自身はこれを使わず、プレイヤーがボール状態で動けなくなったカービィを操作する際に使う。タッチスクリーンに虹のラインが引け、カービィが触れると線の始点から終点まで自動的に移動する。他に敵をしびれさせたりタッチダッシュを発動させたり仕掛けを作動させたりと用途が多い。『星のカービィ ウルトラスーパーデラックス』の「洞窟大作戦」では「まほうのえふで」という宝物として登場する。
トリプルスター
『星のカービィ 参上! ドロッチェ団』でダークゼロとの戦闘前にドロッチェから渡される杖。マスター同様、杭を打つ、特殊ブロックの破壊、導火線の着火、ヒモ切り、土を掘るなどほぼ全ての仕掛けの作動、地形の変化が可能。星を3つまとっており、Bボタンで発射する。星は上下に操作が可能。発射した星はブーメラン状に戻ってくる。『星のカービィ ウルトラスーパーデラックス』の「洞窟大作戦」では「みつぼしのつえ」という宝物として登場する（ちなみに、値段は「まほうのえふで」と同じで330000G）。こちらも、ダークゼロを倒すと通常ステージでも使用できる。
ジャマハート
『星のカービィ スターアライズ』に登場するハート。巨大な紫のハートの形をしている。後述の心のヤリによって破神エンデ・ニルの始祖が封印されている。
フレンズハート
『星のカービィ スターアライズ』でハイネスがエンデ・ニル復活の儀式に失敗した際にジャマハートとともに飛び散ったハート。そのうちの一つがカービィの元に宿り、敵を仲間にする能力を得る。また、ほかのフレンズハートの落下地点はフレンズエリアになった。
心のヤリ
『星のカービィ スターアライズ』に登場するジャマハートに刺さっていた4本の槍。かつて4人の勇者がエンデ・ニルの始祖を封印するために用いられていた。
ティンクルスターアライズ
『星のカービィ スターアライズ』でエンデ・ニルとの戦闘前に心のヤリがフレンズスターと同化し、変化した伝説の秘宝。